# 세줄무늬주머니고양이속
세줄무늬주머니고양이속(Myoictis)는 주머니고양이목에 속하는 유대류 속의 하나이다. 뉴기니섬에서 발견된다.

## 하위 종
4종으로 이루어져 있다.
- 울리세줄무늬주머니고양이 (Myoictis leucura)
- 세줄무늬주머니고양이 (Myoictis melas)
- 월리스주머니고양이 (Myoictis wallacii)
- 테이트세줄무늬주머니고양이 (Myoictis wavicus)